# Pär Hansson (politiker)
Pär Hansson född 20 juli 1702 i Pilegård, Foss socken (Bohuslän), död 28 augusti 1758, var riksdagsman för bondeståndet 1755-1756. Han var även nämndeman i Tunge härad 1745-1755.
Pär Hanssons son Jonas Pärsson och bror Rasmus Hansson var också riksdagsmän.